# ستردنگ
ستردنگ (به لهستانی:  Sterdyń) یک روستا در لهستان است که در گمینا ستردنگ واقع شده‌است. ستردنگ ۸۱۴ نفر جمعیت دارد.